# 3-й Лихачёвский переулок
3-й Лихачёвский переулок — переулок (фактически — тупик) в Северном административном округе Москвы на территории Головинского района. Проходит от реки Лихоборки до Автомоторной улицы. Нумерация домов — от Лихоборки.

## Описание
Переулок получил своё название 8 сентября 1950 года по бывшему Лихачёвскому шоссе.
Переулок начинается тупиком от Большого Головинского пруда — истока реки Лихоборки. Общее направление — с запада на восток. С нечётной стороны примыкают Онежская улица и 4-й Лихачёвский переулок, с чётной — Онежская улица. Оканчивается пересечением с  Автомоторной улицей (у д. 5).
Ближайшая станция метро «Водный стадион» находится в 2 км от начала переулка (по прямой); ближайшая ж/д платформа «Лихоборы» находится в 1 км от конца переулка (по прямой).